# Shigeyuki Dejima
Shigeyuki Dejima (jap. 出島 茂幸 Dejima Shigeyuki; * 13. Mai 1982 in Kushiro-shi) ist ein ehemaliger japanischer Eisschnellläufer.

## Werdegang
Dejima trat international bei der Winter-Universiade 2005 in Innsbruck in Erscheinung.  Dabei wurde er Neunter über 5000 m und Vierter über 10000 m. Erstmals am Eisschnelllauf-Weltcup nahm er im November 2006 in Heerenveen teil, wobei er den 27. Platz über 5000 m errang. In der Saison 2007/08 kam er bei den Einzelstreckenweltmeisterschaften 2008 in Nagano auf den 19. Platz über 5000 m sowie auf den fünften Rang in der Teamverfolgung und in der Saison 2008/09 bei den Einzelstreckenweltmeisterschaften 2009 in Richmond auf den 17. Platz über 5000 m sowie auf den achten Rang in der Teamverfolgung. Zudem wurde er japanischer Meister über 5000 m und erreichte in Berlin mit dem dritten Platz in der Teamverfolgung seine einzige Podestplatzierung im Weltcup. Bei den Einzelstreckenasienmeisterschaften 2009 in Tomakomai belegte er den zehnten Platz über 1500 m sowie jeweils den sechsten Rang über 5000 m und 10000 m. In der Saison 2009/10 absolvierte er in Salt Lake City seinen letzten Weltcup, welchen er auf dem fünften Platz in der Teamverfolgung beendete und lief bei den Einzelstreckenasienmeisterschaften 2010 in Obihiro auf den neunten Platz über 1500 m sowie jeweils auf den vierten Rang über 5000 m und 10000 m. Beim Saisonhöhepunkt, den Olympischen Winterspielen 2010 in Vancouver, belegte er den 27. Platz über 5000 m und den achten Rang in der Teamverfolgung.

## Erfolge

### Olympische Spiele
- 2010 Vancouver: 8. Platz Teamverfolgung, 27. Platz 5000 m

### Einzelstrecken-Weltmeisterschaften
- 2008 Nagano: 5. Platz Teamverfolgung, 19. Platz 5000 m
- 2009 Richmond: 8. Platz Teamverfolgung, 117. Platz 5000 m

### Asienmeisterschaften
- 2009 Tomakomai: 6. Platz 5000 m, 6. Platz 10000 m, 10. Platz 1500 m
- 2010 Obihiro: 4. Platz 5000 m, 4. Platz 10000 m, 9. Platz 1500 m

## Persönliche Bestzeiten
| Disziplin | Zeit         | Datum             | Ort     |
| --------- | ------------ | ----------------- | ------- |
| 500 m     | 37,66 s      | 8. August 2008    | Calgary |
| 1000 m    | 1:14,16 min  | 26. Oktober 2008  | Nagano  |
| 1500 m    | 1:48,65 min  | 8. August 2009    | Calgary |
| 3000 m    | 3:49,75 min  | 8. August 2008    | Calgary |
| 5000 m    | 6:24,13 min  | 5. Dezember 2009  | Calgary |
| 10000 m   | 13:35,14 min | 23. November 2008 | Moskau  |